# Тіффані Коен
Тіффані Коен (англ. Tiffany Cohen, 11 червня 1966) — американська плавчиня.
Олімпійська чемпіонка 1984 року.
Призерка Чемпіонату світу з водних видів спорту 1982 року.
Переможниця Панамериканських ігор 1983 року.